# Agria monachae
Agria monachae är en tvåvingeart som först beskrevs av Kramer 1908.  Agria monachae ingår i släktet Agria och familjen köttflugor.
Artens utbredningsområde är Tyskland. Inga underarter finns listade i Catalogue of Life.